# 內政部地政司
內政部地政司（簡稱地政司）是中華民國內政部下部屬行政機關。

## 沿革
- 1912年內務部成立後，8月，內務部分設總務廳及民治司、職方司、警政司、土地司、禮俗司、衛生司，土地司辦理全國土地行政事宜。
- 1915年，成立「全國經界籌辦處」。
- 1915年6月，成立「內政部經界局」。
- 1917年，改稱內政部設土地司。
- 1930年，《土地法》公布。
- 1932年，設立「中央地政機關籌備處」。
- 1936年7月，內政部土地司更名為「內政部地政司」。
- 1941年7月，增設「內政部地價申報處」，主管地價申報事宜。
- 1942年6月，地政司與地價申報處合併為「行政院地政署」，直屬行政院。
- 1947年5月，依据1946年公布并施行新《土地法》和《土地法施行法》，将地政署升格为地政部，设地籍、地价、地权、地用四司。部长李敬斋，常务次长（继任政务次长）汤惠荪。
- 1949年5月24日，緊縮機構，地政、農林、糧食、水利、衛生、社會等部同時裁併，地政部縮編為地政署，下隸屬內政部。[1]
- 1973年7月，地政署再改組縮編為「內政部地政司」。
- 1999年7月1日因精省，臺灣省政府地政處併入內政部，成為「內政部地政司中部辦公室」。
- 2023年9月20日，地政司非都市土地使用管制業務移交內政部國土管理署。

### 中部辦公室
- 1945年9月20日，戰後國民政府成立臺灣省行政長官公署，設立「臺灣省行政長官公署民政處地政局」。
- 1947年5月16日，改組為「臺灣省政府民政廳地政局」。
- 1979年8月，升格為「臺灣省政府地政處」。
- 1998年10月28日，臺灣省政府功能業務與組織調整，省政府地政處併入內政部，成為「地政司中部辦公室」。

## 組織
截至2024年，組織下轄10科及3任務編組，含聘僱人員合共有137名員工。

## 外部連結
- （繁體中文）（英文）內政部地政司全球資訊網 （页面存档备份，存于）